# Syberiada polska (film)
Syberiada polska – polski dramat historyczny z 2013 roku w reżyserii Janusza Zaorskiego, zrealizowany na podstawie książki Zbigniewa Domino.

## Produkcja
Zdjęcia do filmu trwały od stycznia 2010 do lipca 2011 roku. Kręcono je: w Chabówce, Sierpcu, Celestynowie pod Warszawą, Sanoku (Muzeum Budownictwa Ludowego), Cedyni, Ponurzycy, w okolicach Nowego Targu, w Skubiance, Drewnicy, Warszawie oraz na Syberii (Zalew Biriusiński na Jeniseju, wsi Barabanowo i Ługowskoje, Krasnojarsk). Dofinansowanie filmu wsparł Polski Instytut Sztuki Filmowej. 
Zapowiadana wielokrotnie premiera filmu odbyła się 22 lutego 2013 roku. Film otrzymał nagrodę specjalną Festiwalu Filmu Polskiego w Ameryce  oraz dwie nominacje do Orłów - za najlepszą scenografię dla Janusza Sosnowskiego i Michała Sulkiewicza oraz za najlepszy dźwięk dla Michała Żarneckiego.

## Obsada
- Paweł Krucz – Staś Dolina
- Marcin Walewski – Tadzio Dolina, brat Stasia
- Adam Woronowicz – Jan Dolina, ojciec Stasia i Tadzia
- Urszula Grabowska – Antonina Dolina, matka Stasia i Tadzia
- Natalia Rybicka – Sylwia
- Agnieszka Więdłocha – Cynia (Celina Josifowna Bialer)
- Jan Peszek – Korniłowicz
- Sonia Bohosiewicz – Irena Puc
- Ewa Ampulska – pomocnica Ireny
- Jan Krucz – Bartek, syn Ireny
- Matylda Krajewska – Hela
- Oskar Buler – Józio
- Andriej Żurba – Sawin
- Igor Gniezdiłow – Barabanow
- Dmytro Sowa – Paszka
- Waleria Guliajewa – Lubka
- Aleksandr Kriżanowski – Tartakowski
- Anatolij Zinowienko – Dima
- Żanna Gierasimowa – Nadia, zawiadowczyni stacji
- Mienditaj Utepbergenow – Fiedosiej
- Jarosław Gruda – cieśla
- Jolanta Banak – żona cieśli
- Lech Dyblik – Połamaniec
- Piotr Kondrat – Balick
- Robert Radzio – leśnik
- Witold Szulc – ojciec Cynii
- Hanna Kossowska – Żydówka
- Bartosz Kopeć – młody oficer
- Hiroaki Murakami – wartownik
- Eugeniusz Malinowski – NKWDzista
- Artiom Sawieljejew – dyżurny
- Aleksander Chochłow – podoficer NKWD
- Siergiej Kruczkow – oficer
- Ilja Zmiejew – oficer NKWD
- Filip Buhl – Paszka w wieku 4 lat
- Julia Kołodiuk – Nadia
- Marcin Troński – cywil

i inni